# Vršek (Křemešnická vrchovina)
Vršek (496 m n. m.) je vrch Českomoravské vrchoviny, v okrese Havlíčkův Brod. Nachází se asi 4 km od Lipnice nad Sázavou, nad vsí Volichov (část obce Krásná Hora). Podloží Vršku je převážně žulové, nedaleko vrcholu je i zaniklý lom. Nejvyšší partie jsou zalesněny smíšeným lesním porostem s převahou vysazované borovice lesní. Z okraje lesa je dobrý výhled nejen na hrad Lipnici, ale i na Melechov (707 m n. m.), nejvyšší vrch oblasti. V první polovině 20. století zde stála rozhledna. Přes Vršek vede zelená turistická stezka (úsek Okrouhlice – Ledeč nad Sázavou).